# Kornelia Bouman
Kornelia "Kea" Bouman, född 23 november 1903 i Almelo, Nederländerna, död 17 november 1998 var en nederländsk tennisspelare. 

## Tenniskarriären
Kornelia Bouman är mest bekant för sin singeltriumf i Franska mästerskapen 1927. Hon besegrade i finalen den sydafrikanska spelaren Irene Peacock med siffrorna 6-2, 6-4. Hon blev därmed den första (och hittills enda) kvinnliga tennisspelaren från Nederländerna som vunnit en singeltitel i en Grand Slam-turnering.  
Bouman vann bronsmedalj i mixed dubbel i Olympiska sommarspelen 1924 (Paris) tillsammans med Hendrik Timmer. År 1929 vann hon sin andra Grand Slam-titel då hon tillsammans med spanjorskan Lili de Alvarez vann dubbeltiteln i Franska mästerskapen.  

## Spelaren och personen
Kornelia Bouman var framgångsrik inte bara i tennis utan även i andra idrotter. Hon blev holländsk mästare i golf och spelade också landhockey och var uttagen till Nederländernas damlandslag.

## Grand Slam-titlar
- Franska mästerskapen
  - Singel - 1927
  - Dubbel - 1929